# شاهين دج
شاهين دج (بالفارسية: شاهین‌دژ) هي منطقة سكنية تقع في إيران في قسم. يقدر عدد سكانها بـ 34,204 نسمة .